# Tepetzingo, Ocuilan
Tepetzingo är en ort i kommunen Ocuilan i delstaten Mexiko i Mexiko. Samhället hade 795 invånare vid folkräkningen år 2020.